# Laufeia
Laufeia Simon, 1889 è un genere di ragni appartenente alla famiglia Salticidae.

## Caratteristiche
Le specie di questo genere meriterebbero ulteriori studi più approfonditi: infatti, mentre sembrano essere congeneri fra loro, vi sono dubbi che lo siano con la specie tipo L. aenea

## Etimologia
Il nome probabilmente deriva da Laufeia, personaggio della mitologia norrena, gigantessa madre di Loki, dea della distruzione.

## Distribuzione
Le 10 specie oggi note di questo genere sono diffuse prevalentemente nell'Asia orientale e in Indonesia; unica eccezione è la L. aerihirta, endemica della Nuova Zelanda.

## Tassonomia
A dicembre 2010, si compone di 10 specie:
- Laufeia aenea Simon, 1889[3]  — Cina, Corea, Giappone
- Laufeia aerihirta (Urquhart, 1888) — Nuova Zelanda
- Laufeia eucola (Thorell, 1890) — Sumatra
- Laufeia keyserlingi (Thorell, 1890) — Sumatra, Giava
- Laufeia liujiapingensis Yang & Tang, 1997 — Cina
- Laufeia perakensis (Simon, 1901) — Malesia, Giava
- Laufeia proszynskii Song, Gu & Chen, 1988 — Cina
- Laufeia sasakii Ikeda, 1998 — Giappone
- Laufeia scutigera Zabka, 1985 — Vietnam
- Laufeia sicus Wu & Yang, 2008 — Cina